# A Billboard Hot 100 listavezetői 2007-ben

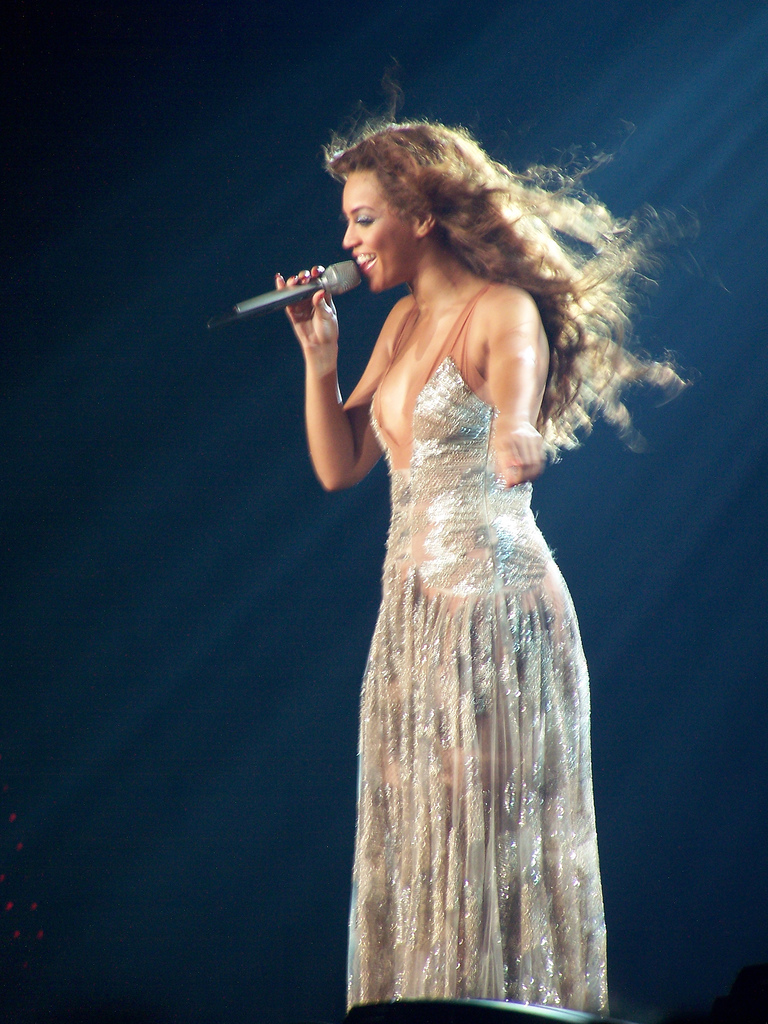
Beyoncé Knowles Irreplaceable dala volt az év legjobban teljesítő kislemeze, miután az év végi összesített listán is első helyezett lett 2007-ben.

A Billboard Hot 100 lista rangsorolja az Amerikában legjobban teljesítő kislemezeket. A digitális és fizikális eladások, illetve a rádiós teljesítmény alapján készült listát a Billboard magazin teszi közzé hetente.

## Lista

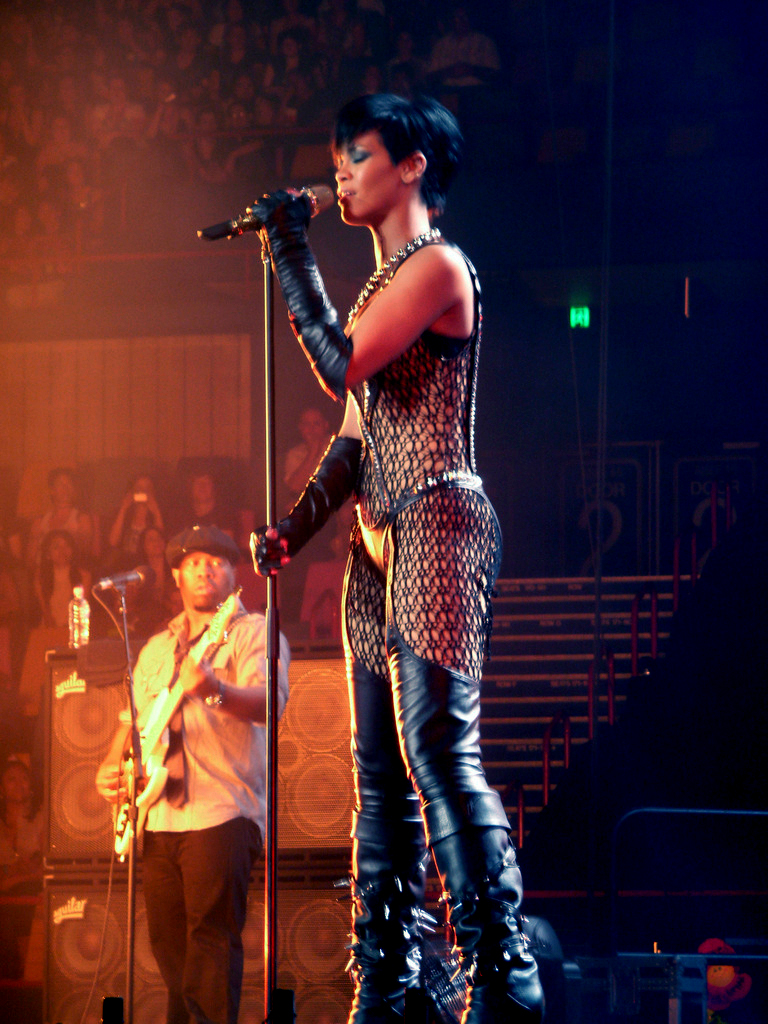
Rihanna Umbrella című dala hét hetet töltött a Hot 100 élén, ezzel az év egyik legnépszerűbb dala volt.

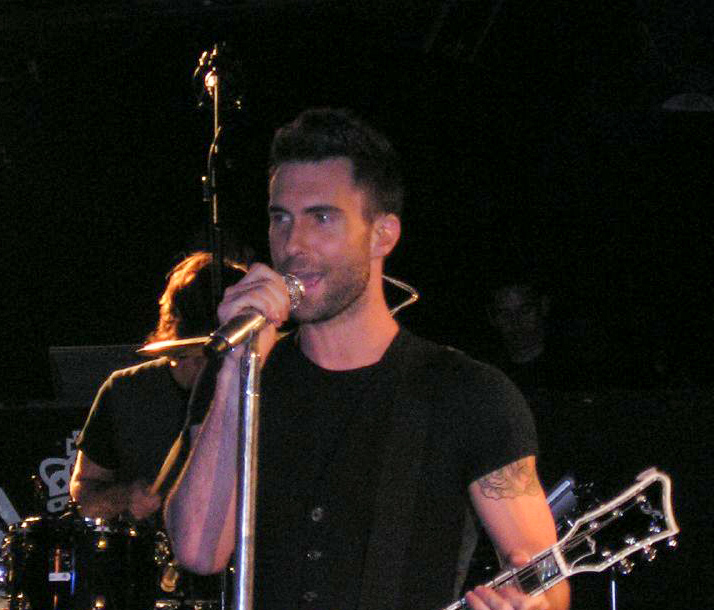
A Maroon 5 Makes Me Wonder dala a 64. helyről ugrott a Hot 100 élére, ezzel a 2007-es év legnagyobb ugrását prezentálva.

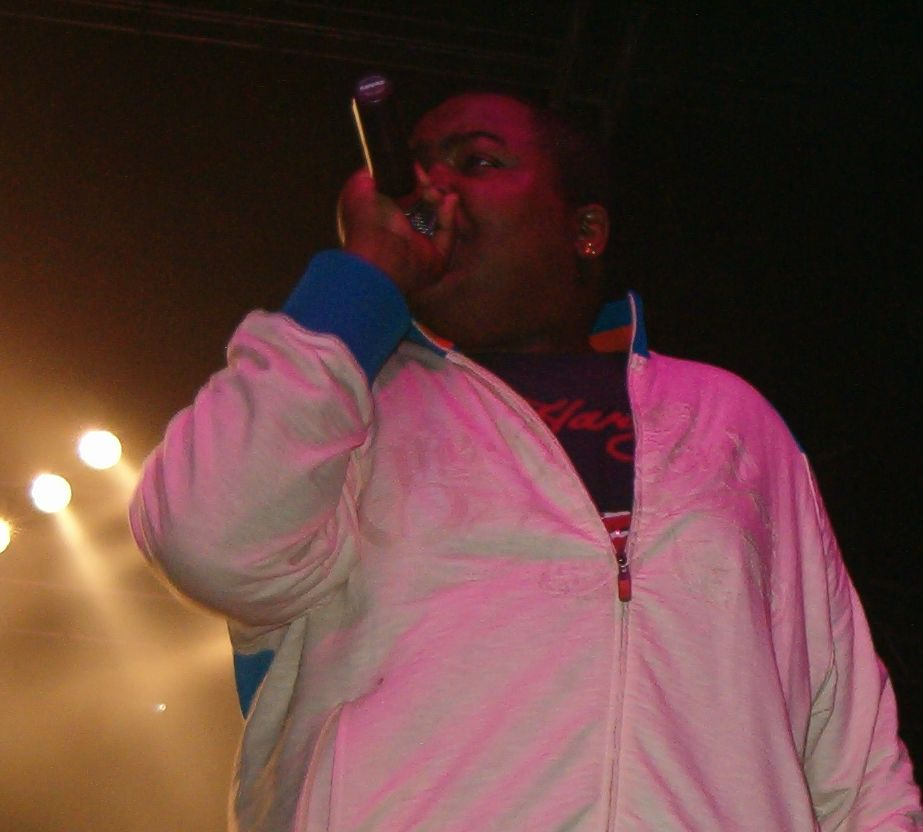
A rapper Sean Kingston megszerezte első listavezető pozícióját az Egyesült Államokban, amikor Beautiful Girls című dala elérte az első helyezést, majd négy hétig vezette a listát.

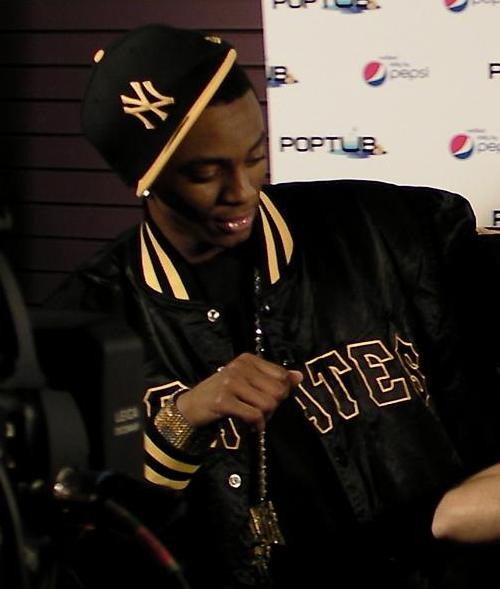
A rapper Soulja Boy megszerezte első helyezését Amerikában Crank That (Soulja Boy) című dalával, mellyel összesen hét hétig vezette a listát.

| Best performing single of 2007 | A legjobban teljesítő kislemezt jelzi 2007-ben |

| Kiadás dátuma  | Dal                             | Előadó(k)                                                      | Forr.  |
| -------------- | ------------------------------- | -------------------------------------------------------------- | ------ |
| Január 6.      | Irreplaceable                   | Beyoncé                                                        | [ 2 ]  |
| Január 13.     | Irreplaceable                   | Beyoncé                                                        | [ 3 ]  |
| Január 20.     | Irreplaceable                   | Beyoncé                                                        | [ 4 ]  |
| Január 27.     | Irreplaceable                   | Beyoncé                                                        | [ 5 ]  |
| Február 3.     | Irreplaceable                   | Beyoncé                                                        | [ 6 ]  |
| Február 10.    | Irreplaceable                   | Beyoncé                                                        | [ 7 ]  |
| Február 17.    | Irreplaceable                   | Beyoncé                                                        | [ 8 ]  |
| Február 24.    | Say It Right                    | Nelly Furtado                                                  | [ 9 ]  |
| Március 3.     | What Goes Around...Comes Around | Justin Timberlake                                              | [ 10 ] |
| Március 10.    | This Is Why I’m Hot             | Mims                                                           | [ 11 ] |
| Március 17.    | This Is Why I’m Hot             | Mims                                                           | [ 12 ] |
| Március 24.    | Glamorous                       | Fergie, Ludacris közreműködésével                              | [ 13 ] |
| Március 31.    | Glamorous                       | Fergie, Ludacris közreműködésével                              | [ 14 ] |
| Április 7.     | Don’t Matter                    | Akon                                                           | [ 15 ] |
| Április 14.    | Don’t Matter                    | Akon                                                           | [ 16 ] |
| Április 21.    | Give It to Me                   | Timbaland; Nelly Furtado és Justin Timberlake közreműködésével | [ 17 ] |
| Április 28.    | Give It to Me                   | Timbaland; Nelly Furtado és Justin Timberlake közreműködésével | [ 18 ] |
| Május 5.       | Girlfriend                      | Avril Lavigne                                                  | [ 19 ] |
| Május 12.      | Makes Me Wonder                 | Maroon 5                                                       | [ 20 ] |
| Május 19.      | Makes Me Wonder                 | Maroon 5                                                       | [ 21 ] |
| Május 26.      | Buy U a Drank (Shawty Snappin’) | T-Pain, Yung Joc közreműködésével                              | [ 22 ] |
| Június 2.      | Makes Me Wonder                 | Maroon 5                                                       | [ 23 ] |
| Június 9.      | Umbrella                        | Rihanna, Jay-Z közreműködésével                                | [ 24 ] |
| Június 16.     | Umbrella                        | Rihanna, Jay-Z közreműködésével                                | [ 25 ] |
| Június 23.     | Umbrella                        | Rihanna, Jay-Z közreműködésével                                | [ 26 ] |
| Június 30.     | Umbrella                        | Rihanna, Jay-Z közreműködésével                                | [ 27 ] |
| Július 7.      | Umbrella                        | Rihanna, Jay-Z közreműködésével                                | [ 28 ] |
| Július 14.     | Umbrella                        | Rihanna, Jay-Z közreműködésével                                | [ 29 ] |
| Július 21.     | Umbrella                        | Rihanna, Jay-Z közreműködésével                                | [ 30 ] |
| Július 28.     | Hey There Delilah               | Plain White T’s                                                | [ 31 ] |
| Augusztus 4.   | Hey There Delilah               | Plain White T’s                                                | [ 32 ] |
| Augusztus 11.  | Beautiful Girls                 | Sean Kingston                                                  | [ 33 ] |
| Augusztus 18.  | Beautiful Girls                 | Sean Kingston                                                  | [ 34 ] |
| Augusztus 25.  | Beautiful Girls                 | Sean Kingston                                                  | [ 35 ] |
| Szeptember 1.  | Beautiful Girls                 | Sean Kingston                                                  | [ 36 ] |
| Szeptember 8.  | Big Girls Don’t Cry             | Fergie                                                         | [ 37 ] |
| Szeptember 15. | Crank That (Soulja Boy)         | Soulja Boy Tell ’Em                                            | [ 38 ] |
| Szeptember 22. | Crank That (Soulja Boy)         | Soulja Boy Tell ’Em                                            | [ 39 ] |
| Szeptember 29. | Stronger                        | Kanye West                                                     | [ 40 ] |
| Október 6.     | Crank That (Soulja Boy)         | Soulja Boy Tell ’Em                                            | [ 41 ] |
| Október 13.    | Crank That (Soulja Boy)         | Soulja Boy Tell ’Em                                            | [ 42 ] |
| Október 20.    | Crank That (Soulja Boy)         | Soulja Boy Tell ’Em                                            | [ 43 ] |
| Október 27.    | Crank That (Soulja Boy)         | Soulja Boy Tell ’Em                                            | [ 44 ] |
| November 3.    | Crank That (Soulja Boy)         | Soulja Boy Tell ’Em                                            | [ 45 ] |
| November 10.   | Kiss Kiss                       | Chris Brown, T-Pain közreműködésével                           | [ 46 ] |
| November 17.   | Kiss Kiss                       | Chris Brown, T-Pain közreműködésével                           | [ 47 ] |
| November 24.   | Kiss Kiss                       | Chris Brown, T-Pain közreműködésével                           | [ 48 ] |
| December 1.    | No One                          | Alicia Keys                                                    | [ 49 ] |
| December 8.    | No One                          | Alicia Keys                                                    | [ 50 ] |
| December 15.   | No One                          | Alicia Keys                                                    | [ 51 ] |
| December 22.   | No One                          | Alicia Keys                                                    | [ 52 ] |
| December 29.   | No One                          | Alicia Keys                                                    | [ 53 ] |